# Мнацаканян, Гарник
Гарник Мнацаканян (арм. Գառնիկ Մնացականյան; 7 ноября 1989, Азаташен, Араратская область, Армянская ССР, СССР) — армянский борец вольного стиля, участник Олимпийских игр 2016 года в Рио-де-Жанейро.

## Карьера
В апреле 2016 года в сербском Зренянине на европейском квалификационном турнире к Олимпийским играм завоевал лицензию. В августе 2016 года на Олимпийских играх в Рио-де-Жанейро на стадии 1/8 финала уступил иранцу Хасану Рахими и выбыл из турнира, заняв итоговое последнее 20 место.

## Спортивные результаты
- Чемпионат мира по борьбе среди юниоров 2007 — 15;
- Чемпионат Европы по борьбе среди юниоров 2008 — 9;
- Чемпионат мира по борьбе среди юниоров 2009 — 8;
- Олимпийские игр 2016 — 13;